# Allstar Weekend
Allstar Weekend est un groupe de rock américain, originaire de San Diego en Californie. Le groupe gagne en popularité grâce à Disney Channel. Le groupe se composait du chanteur Zach Porter, du bassiste Cameron Quiseng et du batteur Michael Martinez. 
En juin 2010, ils commencent leur toute première tournée The Suddenly Tour pour faire la promotion de leur album Suddenly. Cet album est sorti le 22 juin et commence à la 62e place au top Billboard 200. Ils lancent ensuite Suddenly Yours le 19 octobre, suivi par la tournée Suddenly Yours Tour. Le groupe se sépare en 2013.

## Biographie

### Origines et succès (2007–2010)
Après leur rencontre dans un cours de biologie, Nathan Darmody et Tom Norris ont commencé à écrire quelques chansons ensemble au printemps 2007. Zach Porter, un ami de Nathan, exprime le souhait de vouloir être chanteur dans un groupe, donc à eux trois ils forment les Outerspace Politicians en juin 2007. Ensuite, Michael Martinez est invité à rejoindre le groupe comme batteur, et Zach contacte l'un de ses amis, Cameron Quiseng, pour jouer la basse. Peu après avoir signé avec le label Hollywood Records, Tom Norris quitte le groupe. À la suite de quelques problèmes juridiques, les Outerspace Politicians doivent changer de nom pour Allstar, mais, lui aussi posant problème, ils se sont finalement appelés Allstar Weekend.
Les quatre garçons étaient très différents des autres jeunes de leur âge. À la place d'aller à des fêtes ou traîner dans des centres commerciaux, ils passent leur temps à écrire des chansons. En fait, ils écrivaient dans la chambre du guitariste: Nathan Darmody. Ils distribuent ensuite leur démo lors de la première du film des Jonas Brothers. C'est ainsi qu'il atterrit dans les mains d'un directeur de casting de Radio Disney. Le groupe se popularise à son arrivée en finale sous son ancien nom, Allstar. Même s'il se place favori du public, il arrive second derrière Jonnie and Brookie. Malgré cette perte, il signe avec le label Hollywood Records, qui comptait dans ses rangs à cette période des stars comme Selena Gomez, Demi Lovato, ou encore les Jonas Brothers et Miley Cyrus. Par la suite, ils commencent à travailler sur leur premier album.

### Suddenly Yourset autres projets (2010–2011)
Le groupe fait partie de The Next Big Thing. Ils travaillent pour la campagne Disney U Rock durant l'été 2010. Le groupe fait une apparition dans le série à succès Disney auprès de Demi Lovato qui est leur amie : Sonny. Ils y interprètent Come Down with Love. Le 2 mars 2010, le groupe sort son premier single, A Different Side of Me. Dans le clip vidéo, les quatre garçons découvrent un château et décident de l'explorer. Ce clip arrive dans les charts, et la chanson est annoncée comme l'un des meilleurs hits que Walt Disney Records ait jamais eus.
Leur premier album Suddenly est publié le 21 juin 2010, et ne reçoit que des critiques positives. Cet album connait le succès, notamment aux États-Unis et au Canada. Il est arrivé à la 62e place du Billboard 200.  Le groupe commence une tournée estivale intitulée Suddenly Tour, pour faire la promotion de leur album. La tournée se produit aux États-Unis et au Canada. Le 30 août 2010, ils interprètent Dance Forever et The Weekend, pendant le Good Morning America. Après la performance, ils confirment que Suddenly Yours sortira le 19 octobre 2010. Le titre fort de l'album est Come Down with Love, qui est sorti le 19 septembre 2010. Cet album comprend les sept chansons de Suddenly, et quatre inédites.
Après une tournée de bases militaires en Europe, en janvier 2011, ils reviennent aux États-Unis, et entrent en studio pour l'enregistrement d'un prochain album. Ils sortent leur nouveau single, Not Your Birthday, le 25 février. Le clip est diffusé le 6 mars sur les ondes de la chaine de télévision Disney Channel ; ce titre est également dans la bande son du futur film Prom. des studios Disney. Ils entament une tournée aux États-Unis avec Selena Gomez (du premier concert le 7 mai 2011 au dernier concert le 12 septembre). Ils annoncent également le 20 juin 2011 que le guitariste Nathan Darmody ne sera pas en tournée l'été 2011, en raison de problèmes personnels. Il est donc remplacé par Eric Nicolau.

### All the Wayet séparation (2011–2013)

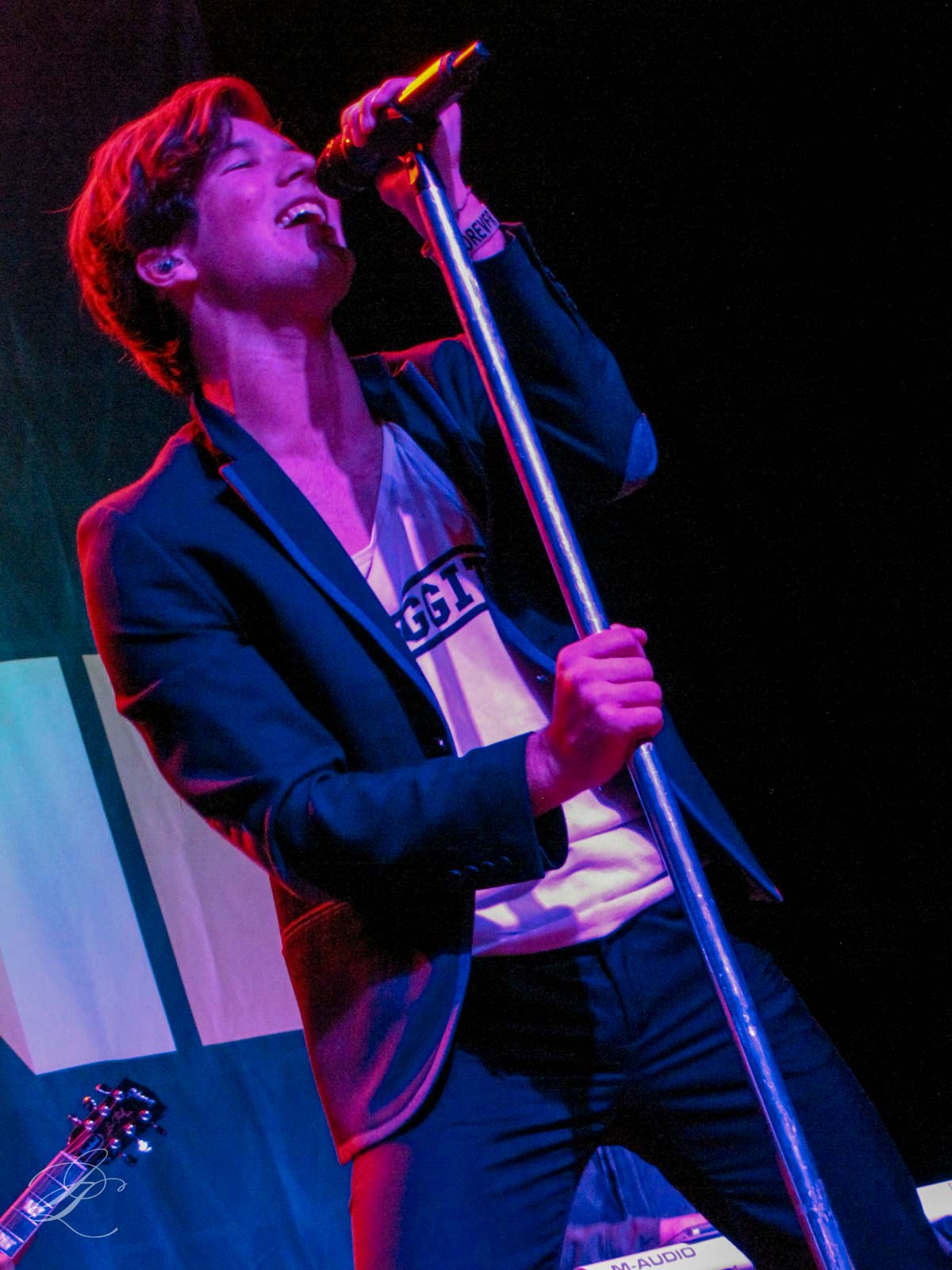
Zach Porter avec Allstar Weekend, en concert, en 2012.

Le 20 mai 2011, le groupe annonce un nouvel album, All the Way (dont le morceau-titre est 49e des charts), pour le 19 juillet, mais finalement il est reporté au 27 septembre. cette même date, ils reviennent jouer au Good Morning America. Ils annoncent finalement le 25 juillet qu'un nouveau single de All the Way sortirait le 16 août 2011, sous le titre de Blame it on September. Finalement, le 16 septembre 2011, Zach, Michael et Cameron annoncent le départ de Nathan Darmody. Il poursuit une carrière solo (IWXO). Un EP sort en juillet 2012 (The American Dream). Il comprend le single Life as We Know It, Wanna Dance with Somebody et quelques chansons plus vieilles et inédites.
Le 18 janvier 2013, le groupe annonce, via Stickam, qu'Allstar Weekend tire à sa fin. Zach, Cameron et Michael forment un nouveau groupe avec un nouveau style, avec Dillon et Brent. Ils vont réaliser ce qui aurait été leur cinquième album sous le nouveau groupe. Le groupe se nomme The Tragic Thrills, et ils vont également créer un nouveau Twitter, Facebook, YouTube, etc. sous ce nom. Ils ont aussi posté cette nouvelle sur Facebook la journée suivante.

## Membres

### Derniers membres
- Zachary David Porter - chant
- Cameron Michael Quiseng - basse
- Michael Allen Martinez - batterie

- Nathan Sean Darmody - guitare
- Thomas Norris - guitare rythmique

### Membres de tournée
- Dillon Anderson - claviers, guitare rythmique, chœurs
- Brent Schneiders - guitare, chœurs

## Discographie

### Albums studio
- 2010 : Suddenly Yours
- 2011 : All the Way

### EP
- 2010 : Suddenly
- 2012 : The American Dream
- 2013 : Kevin's Place

## Clips
- 2008 : Journey to the End of My Life (vidéo amateur)
- 2010 : A Different Side of Me
- 2010 : Dance Forever
- 2010 : Come Down With Love
- 2011 : Not Your Birthday
- 2011 : The Weekend
- 2011 : Blame It on September
- 2012 : Wanna Dance with Somebody (produit par eux-mêmes et Vic Porter, vidéo tournée avec des fans)
- 2012 : Life as We Know It (produit par eux-mêmes et Chris Grieder)

## Tournées
- Experience the Magic Tour, avec Emily Osment (février-mars 2010, aux États-Unis)
- Suddenly Tour, avec Days Difference, Action Item, Savvy and Mandy (été 2010, aux États-Unis et au Canada)
- Suddenly Yours Tour, avec The Scene Aesthetic, Stephen Jerzak, Action Item  (novembre-décembre 2010, aux États-Unis)
- Tournée des bases militaires, (janvier 2011, au Royaume-Uni, en Allemagne, en Belgique et aux Pays-Bas)
- The Glamour Kills Tour, avec The Ready Set, We Are the in Crowd, The Downtown Fiction, You, Me, and Everyone We Know, Marianas Trench (février-avril 2011, aux États-Unis)
- Canadian Tour, avec Action Item, Done with Dolls (mai 2011, au Canada et aux États-Unis)
- We Own the Night Tour, avec Selena Gomez and the Scene, Christina Grimmie (juillet à septembre 2011, aux États-Unis et au Canada)
- All The Way Tour, avec Hollywood Ending, The After Party, Before You Exit, Megan et Liz, Anth, Just Left, The Composure, The Stellar Life (janvier-février 2012, aux États-Unis et au Canada)
- Summer of Love Tour, avec Honor Society, Namesake, This Is All Now, Rocky Loves Emily (juillet/août 2012, aux États-Unis et au Canada)
- Winter Tour 2013, avec Beneath the Sun, Cute Is What We Aim For, Tiffany Alvord (janvier/février 2013, aux États-Unis et au Canada)
- Vans Warped Tour, (juin-août 2013, aux États-Unis et au Canada)